# 惠刘站
惠刘站是一个侯西线上的铁路车站，位于陕西省富平县留古乡，建于1971年，目前为四等站，邮政编码为711702。目前客运：办理旅客乘降；行李、包裹托运；货运：办理整车货物发到；危险货物仅办理农药、化肥发到。

## 邻近车站
1. ↑  铁道部电子计算技术中心, 铁道部运输局. . 北京: 中国铁道出版社. 1998: 57. ISBN 9787113030995.